# Aikhead
Aikhead – wieś w Anglii, w Kumbrii. Leży 17 km na południowy zachód od miasta Carlisle i 422 km na północny zachód od Londynu.